# Parham (rapper)
Parham Pazooki, noto semplicemente come Parham (Teheran, 12 gennaio 1985), è un rapper iraniano naturalizzato svedese.

## Biografia
Hemma här (2016) è stato il suo primo album in studio a fare l'esordio nella Sverigetopplistan. Ha poi migliorato il risultato con Torsken (2018), arrivato 11º in classifica.
L'anno successivo viene reso disponibile per il consumo Vårt paradis, classificatosi alla 26ª posizione della graduatoria LP e candidato per due Grammis. Lev länge, quarto disco in studio, è stato pubblicato nella prima metà del 2023.

## Discografia

### Album in studio
- 2014 – Pojk
- 2016 – Hemma här
- 2018 – Torsken
- 2023 – Lev länge

### EP
- 2019 – Vårt paradis

### Singoli
- 2005 – Love Sequence/Raw Sequence
- 2006 – Everyday Elevation (con Dominic Plaza)
- 2006 – Underwater Rivers (con Dominic Plaza)
- 2011 – Outside the Inside (con Dominic Plaza)
- 2016 – Sådan far, sådan son
- 2016 – Gården
- 2016 – Håller mig vaken
- 2017 – Allting med dig
- 2017 – Space
- 2017 – Facetime
- 2018 – Tranquilo (feat. Mwuana)
- 2018 – Alla här
- 2018 – Different (con Rebecca & Fiona)
- 2019 – Fingertoppar
- 2019 – Bordsskick
- 2020 – Kamerorna/Ribban
- 2020 – Kommer hem (con Zacke)
- 2021 – Down
- 2023 – Poppade en till
- 2023 – Som en sång
- 2023 – Dum i huvet
- 2023 – Pistol
- 2023 – Konny (con i Tjuvjakt e Bell)
- 2023 – DNA (con Timo Räisänen e Oscar Zia)
- 2024 – Förlåt (con Simon Superti)